# Brighstoneus simmondsi
Brighstoneus simmondsi ("de  Brighstone de Keith Simmonds") es la única especie conocida del género extinto Brighstoneus de dinosaurio ornitópodo iguanodóntido, que vivió a mediados del período Cretácico, hace aproximadamente 126 millones de años, en el Barremiense, en lo que hoy es Europa. Fue encontrado en la Formación Wessex del Cretácico Temprano de la Isla de Wight, Inglaterra, conocida a partir de un esqueleto parcial.

## Descripción
Brighstoneus tenía una longitud estimada de 8 metros y un peso de 900 kilogramos. Los autores que lo describen indicaron algunos rasgos distintivos. Dos de estos eran autapomorfias, caracteres derivados únicos, en este caso relativos a la Iguanodontia en su conjunto. Los dientes maxilares, de la mandíbula superior, tienen una cresta principal en el lado interior con crestas secundarias delante de ella. Detrás de la fosa nasal, el hueso nasal se expande a una bulla hinchada con lados convexos. Los lados de los dientes maxilares internos estriados se comparten con un espécimen aún no preparado de Wight, IWCMS 2001.445, que posiblemente se pueda referir a Brighstoneus. Además, está presente una combinación única de rasgos, que en sí mismos no son únicos para la Iguanodontia. El dentario de la mandíbula inferior muestra al menos veintiocho posiciones dentales. Cada posición tiene un diente funcional y un diente de reemplazo. Las paredes óseas entre las cavidades de los dientes no corren paralelas entre sí. Brighstoneus tiene una protuberancia alargada y baja en el hocico, debido a una transición abrupta del frente superior del hueso nasal a la parte posterior inferior. A lo largo de la espalda está presente una cresta relativamente alta, que alcanza su punto más alto sobre la base de la cola, donde algunas espinas neurales equivalían a más del 370% de la altura del centro vertebral.

## Descubrimiento e investigación
El espécimen de holotipo, MIWG 6344, fue descubierto junto con el holotipo de Neovenator durante el verano de 1978, cuando una tormenta hizo parte del colapso de Grange Chine. Las rocas que contenían fósiles cayeron a la playa de la Bahia de Brighstone en la costa suroeste de la Isla de Wight. Las rocas consistieron en un lecho de detritos vegetales dentro de las arcillas y margas variadas de la Formación Wessex que datan de la etapa Barremiense del Cretácico Temprano, hace unos 125 millones de años. Primero fueron recolectados por la familia Henwood y poco después por el estudiante de geología David Richards. Richards envió los restos al Museo de Geología de la Isla de Wight y al Museo Británico de Historia Natural. En esta última institución, el paleontólogo Alan Jack Charig determinó que los huesos pertenecían a dos tipos de animales, Iguanodon y lo que luego se convertiría en Neovenator. El "Iguanodon", posteriormente denominado Mantellisaurus, al principio generó el mayor interés y, a principios de la década de 1980, el Museo Británico de Historia Natural envió un equipo para asegurar más de sus huesos. Los paleontólogos aficionados Keith y Jenny Simmonds ayudaron a recolectar los restos.
Se descubrió que Brighstoneus era distinto de Mantellisaurus en 2019 cuando el médico retirado Jeremy Lockwood lo estudió y catalogó todos los fósiles de Iguanodontia de Wight para su estudio de doctorado en la Universidad de Plymouth.  El nuevo taxón fue nombrado y descrito como la especie tipo Brighstoneus simmondsi por Jeremy A. F. Lockwood, David Michael Martill y Susannah Maidment en 2021. El nombre genérico se refiere a Brighstone, mencionando que fue la residencia del paleontólogo del siglo XIX William Fox. El nombre específico honra a Keith Simmonds como descubridor.
El holotipo fue descubierto en estratos de la Formación Wessex que datan del Barremiense temprano, al menos 125 millones de años. Mantelisaurus es unos cuatro millones de años más joven. El holotipo consta de un esqueleto parcial con cráneo y mandíbula inferior. Contiene el premaxilar derecho, ambos maxilares, ambos huesos yugales, el palpebral izquierdo, el predentario, ambos dentarios, ocho vértebras traseras, el sacro, seis vértebras de la cola, catorce costillas, ambos ilion, un posible proceso prepúbico del hueso púbico, el isquion derecho y fémur derecho. Los huesos no se articularon pero se encontraron entremezclados con el Neovenator en  una superficie de seis por cinco metros. Habían sido dañados por larvas de escarabajos antes de la fosilización. Debido al confuso proceso de descubrimiento, dos vértebras están en posesión privada y no fueron descritas en 2021.

## Clasificación
En su artículo de descripción, Brighstoneus fue colocado en Iguanodontia en 2021. En la mayoría de los análisis se encontró que era más basal en Hadrosauriformes, en una politomía con formas relacionadas. En un análisis se recuperó fuera de los Hadrosauriformes como una especie hermana de Ouranosaurus.

## Paleobiología
Brighstoneus es el tercer taxón hadrosauriforme conocido del grupo Wealden superior, distinto de Iguanodon y Mantellisaurus. Su hábitat tenía un clima cálido y semiárido. Sin embargo, hubo una temporada de lluvias, con lluvias en ocasiones considerables, lo que provocó inundaciones que se llevaron los restos de plantas, parcialmente formados por los incendios forestales. Los ríos serpenteaban a través del paisaje llano, depositando sedimentos aluviales y terminando en lagos de la cuenca. Los terrenos más altos estaban cubiertos por Pinophyta, Ginkgophyta, Pteridophyta, Cycadophyta y angiospermas, ofreciendo una variada vida vegetal de la que podría alimentarse el herbívoro Brighstoneus.